# فرناندو د ناپولی
فرناندو ده ناپولی (به ایتالیایی: Fernando De Napoli) بازیکن فوتبال و اهل ایتالیا است که از سال ۱۹۸۶ میلادی عضو تیم ملی فوتبال ایتالیا بوده و در ۵۴ بازی ملی حضور داشته‌است. او در بازی‌های ملی‌اش ۱ گل به ثمر رساند.
فرناندو ده ناپولی آخرین بازی ملی خود را در سال ۱۹۹۲ میلادی انجام داد.